# Damernas dubbelsculler i rodd vid olympiska sommarspelen 2004
Damernas dubbelsculler i rodd vid olympiska sommarspelen 2004 avgjordes mellan den 14 och 21 augusti 2004.

## Medaljörer
| Gren          | Guld                                                      | Silver                                | Brons                                    |
| Dubbelsculler | Georgina Evers-Swindell och Caroline Evers-Swindell (NZL) | Peggy Waleska och Britta Oppelt (GER) | Sarah Winckless och Elise Laverick (GBR) |

## Resultat

### Heat

#### Heat 1 – 14 augusti, 11:00
| Placering | Roddare                                           | Land           | Tid     |
| --------- | ------------------------------------------------- | -------------- | ------- |
| 1         | Georgina Evers-Swindell & Caroline Evers-Swindell | Nya Zeeland    | 7:25,57 |
| 2         | Sarah Winckless & Elise Laverick                  | Storbritannien | 7:29,75 |
| 3         | Natalija Guba & Svetlana Mazij                    | Ukraina        | 7:39,02 |
| 4         | Caroline Delas & Gaelle Buniet                    | Frankrike      | 7:41,23 |
| 5         | Olga Samulenkova & Julja Kalinovskaja             | Ryssland       | 7:54,75 |

#### Heat 2 – 14 augusti, 11:10
| Placering | Roddare                                     | Land       | Tid     |
| --------- | ------------------------------------------- | ---------- | ------- |
| 1         | Peggy Waleska & Britta Oppelt               | Tyskland   | 7:28,89 |
| 2         | Anet-Jacqueline Buschmann & Miglena Markova | Bulgarien  | 7:35,46 |
| 3         | Camelia Mihalcea & Simona Strimbeschi       | Rumänien   | 7:39,32 |
| 4         | Donna Martin & Jane Robinson                | Australien | 7:41,20 |
| 5         | Elisabetta Sancassani & Gabriella Bascelli  | Italien    | 7:46,66 |

### Final
| Placering | Roddare                                           | Land           | Tid     |
| --------- | ------------------------------------------------- | -------------- | ------- |
|           | Georgina Evers-Swindell & Caroline Evers-Swindell | Nya Zeeland    | 7:01,79 |
|           | Peggy Waleska & Britta Oppelt                     | Tyskland       | 7:02,78 |
|           | Sarah Winckless & Elise Laverick                  | Storbritannien | 7:07,58 |
| 4         | Anet-Jacqueline Buschmann & Miglena Markova       | Bulgarien      | 7:13,97 |
| 5         | Camelia Mihalcea & Simona Strimbeschi             | Rumänien       | 7:17,58 |
| 6         | Natalija Guba & Svetlana Mazij                    | Ukraina        | 7:21,78 |